# 正治
正治（）は、日本の元号の一つ。建久の後、建仁の前。1199年から1201年までの期間を指す。この時代の天皇は土御門天皇。後鳥羽上皇の院政。鎌倉幕府将軍は源頼朝（死後は空位）。

## 改元
- 建久10年4月27日（ユリウス暦1199年5月23日）：改元。土御門天皇即位に伴う代始改元とされる（『百錬抄』）。
- 正治3年2月13日（ユリウス暦1201年3月19日）：建仁に改元。

## 正治期におきた出来事
元年
- 10月26日：梶原景時の変。

3年
- 1月23日：建仁の乱。

## 西暦との対照表
※は小の月を示す。
| 正治元年（己未） | 一月      | 二月  | 三月※   | 四月 | 五月※ | 六月 | 七月  | 八月※ | 九月 | 十月※ | 十一月  | 十二月※ |          |
| ---------------- | --------- | ----- | ------- | ---- | ----- | ---- | ----- | ----- | ---- | ----- | ------- | ------- | -------- |
| ユリウス暦       | 1199/1/28 | 2/27  | 3/29    | 4/27 | 5/27  | 6/25 | 7/25  | 8/24  | 9/22 | 10/22 | 11/20   | 12/20   |          |
| 正治二年（庚申） | 一月※     | 二月  | 閏二月※ | 三月 | 四月※ | 五月 | 六月  | 七月※ | 八月 | 九月  | 十月※   | 十一月  | 十二月※  |
| ユリウス暦       | 1200/1/18 | 2/16  | 3/17    | 4/15 | 5/15  | 6/13 | 7/13  | 8/12  | 9/10 | 10/10 | 11/9    | 12/8    | 1201/1/7 |
| 正治三年（辛酉） | 一月      | 二月※ | 三月※   | 四月 | 五月※ | 六月 | 七月※ | 八月  | 九月 | 十月  | 十一月※ | 十二月  |          |
| ユリウス暦       | 1201/2/5  | 3/7   | 4/5     | 5/4  | 6/3   | 7/2  | 8/1   | 8/30  | 9/29 | 10/29 | 11/28   | 12/27   |          |